# Njervesfjorden
Njervesfjorden (også skrevet Njervefjorden) er en lille fjord i Lindesnes kommune i Agder fylke i Norge. Den ligger hovedsagelig mellem Vestre Imsa i øst og Nyresnes syd for Spangereid i vest. Fjorden har indløb ved Kjeholmen og Vigeskjeret i syd og strækker sig 2,5 kilometer mod nord til Høllen og Njerve, som den er opkaldt efter. Nord for Vestre Imsa går der et sund mod  øst til Remesfjorden. På vestsiden af Nyresnes ligger Kjerkevågen som går ind til Spangereid. Ved Spangereid går  Spangereidkanalen, der blev åbnet i 2007 mod nord til Lenefjorden.